# Grodzica
Grodzica, brus – stalowy kształtownik walcowany o określonym przekroju poprzecznym. W Polsce spotkać można budowle stałe i tymczasowe z użyciem grodzic Larsena, rzadziej Kruppa, współcześnie także inne (producenci zastrzegają własne, opracowane przez siebie, ich kształty).
Grodzice powszechnie wykorzystywane są tam, gdzie nie tylko wymagane jest zabezpieczenie uskoku terenu, ale również: 
1. zabezpieczenie wykopu przed napływem wody gruntowej,
2. znajdowanie się w bezpośrednim sąsiedztwie wykopu obiektów wrażliwych na osiadanie[1].

Ścianki szczelne są budowane poprzez wbijanie lub wciskanie kolejnych brusów albo ich zestawów (grup). Występują profile o różnej szerokości i wysokości, dobierane w zależności od wymaganej charakterystyki wytrzymałościowej.
W ściance Larsena występuje jeden rodzaj profili, układanych naprzemiennie w przeciwnych kierunkach. W ścianach typu Kruppa istnieją różne odmiany – typ-K, typ-KS – podzielone na podtypy, przy czym różnią się one przede wszystkim wysokością i szerokością profilu podstawowego, co daje różne właściwości wytrzymałościowe. W ścianie oprócz tego profilu występuje mniejszy, nieco przypominający kształtem dwuteownik, zamykający zamek łączący sąsiednie grodzice w ścianie.